# Зоопарк Тбілісі

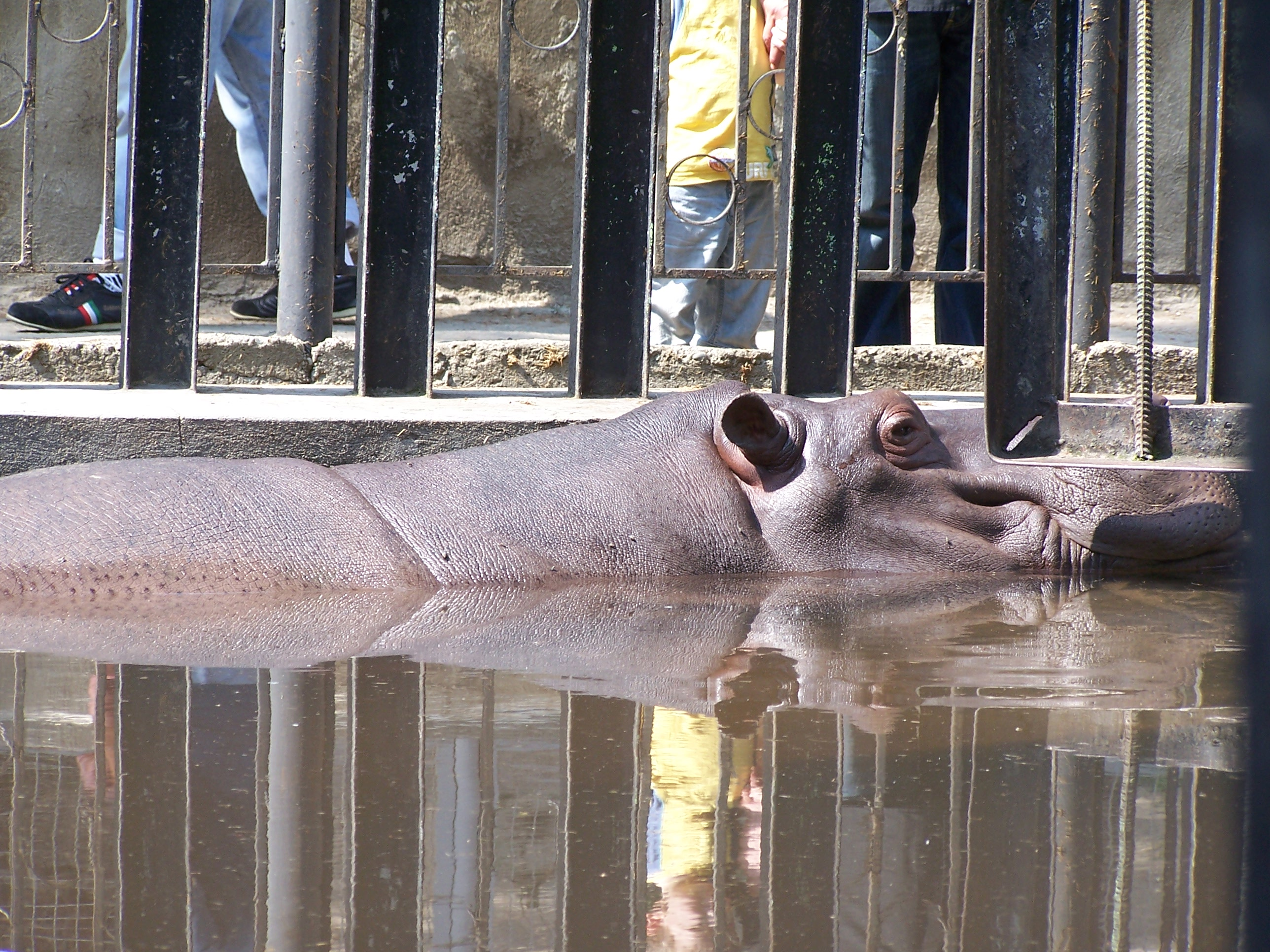

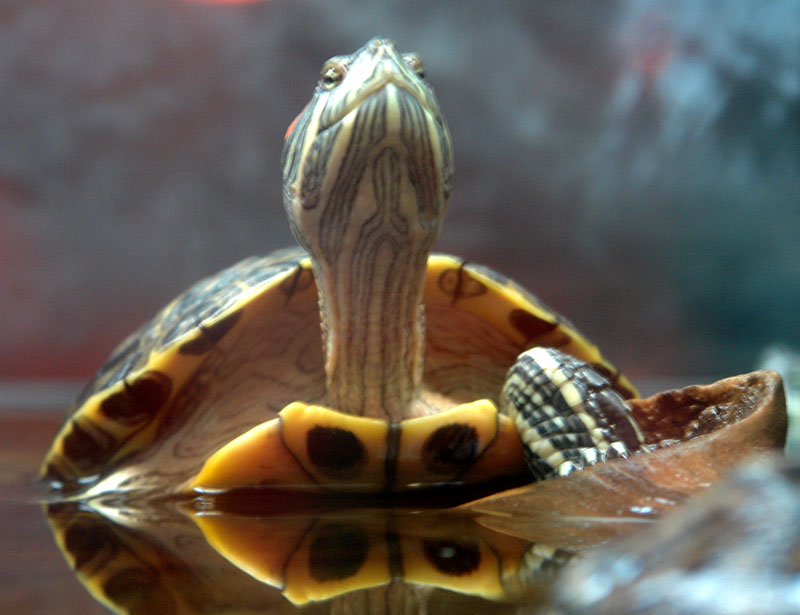

41°42′47″ пн. ш. 44°46′37″ сх. д. / 41.713° пн. ш. 44.777° сх. д.
Зоопарк Тбілісі (груз. თბილისის ზოოპარკი) — зоологічний парк в столиці Грузії Тбілісі, заснований в 1927 згідно з постановою виконкому Тбіліської міськради. Для його будівництва була виділена територія площею близько 100 га в ущелині річки Вере (нині — центр міста).

## Паводок 2015 року
Під час поводі 14 червня 2015 зоопарк був затоплений і частина звірів розбіглась. Втрати звіринцю склали до 20 вовків, вісім левів, кілька тигрів і ягуарів. З 17 пінгвінів залишилися тільки три, решта потонули. Врятувалися в основному ті тварини, які перебували у верхній частині території зоопарку, зокрема слони, зебри, олені, гірські кози, коні, поні, а також змії.